# Ɨ̱́
Cette page contient des caractères spéciaux ou non latins. S’ils s’affichent mal (▯, ?, etc.), consultez la page d’aide Unicode.
Ɨ̱́ (minuscule : ɨ̱́), appelé I barré macron souscrit accent aigu, est un graphème utilisé dans l’écriture du maijiki au Pérou. Il s’agit de la lettre Ɨ diacritée d’un macron souscrit et d’un accent aigu.

## Représentations informatiques
Le I barré macron souscrit accent aigu peut être représenté avec les caractères Unicode suivants :
- décomposé (latin étendu B, alphabet phonétique international, diacritiques)[1],[2],[3] :

| formes    | représentations | chaînes de caractères | points de code       | descriptions                                                                        |
| --------- | --------------- | --------------------- | -------------------- | ----------------------------------------------------------------------------------- |
| capitale  | Ɨ̱́               | Ɨ◌̱◌́                   | U+0197 U+0331 U+0301 | lettre majuscule latine i barré diacritique macron souscrit diacritique accent aigu |
| minuscule | ɨ̱́               | ɨ◌̱◌́                   | U+0268 U+0331 U+0301 | lettre minuscule latine i barré diacritique macron souscrit diacritique accent aigu |